# Братське (платформа)
Брáтське — пасажирський залізничний зупинний пункт Запорізької дирекції Придніпровської залізниці на електрифікованій лінії Запоріжжя I — Федорівка між станціями Плодородна (3 км) та Федорівка (7 км). Розташований біля села Братське Мелітопольського району Запорізької області.

## Пасажирське сполучення
На зупинному пункті Братське зупиняються приміські електропоїзди напрямку Мелітопольського напрямку.